# Johannes Rueff
Johannes Rueff (* 1520 Horb am Neckar; † 28. März 1599 in Klosterbruck in Mähren) war ein österreichischer Benediktiner und später Abt von Zwettl, dann Heiligenkreuz.

## Leben
Johannes Rueff war Konventuale des Benediktinerstiftes Melk, wurde von Kaiser Rudolf II. am 15. August 1580 als Abt des Zisterzienserstiftes Zwettl eingesetzt und 1581 durch den Passauer Weihbischof Hector Wegmann infuliert. 1585 wurde er auf Wunsch des Wiener Bischofs Melchior Khlesl Abt von Heiligenkreuz.
Gegen den Abt wurde seit 1592 ein Prozess geführt; ihm wurde eine schlechte Wirtschaftsführung und der Zölibatsbruch vorgeworfen. Er wurde von der politischen Behörde in Haft genommen und war drei Jahre in Kerkerhaft. Nach einem Prozess, dem Generalabt Edmund de la Croix (aus Cîteaux) in Wien vorstand, durfte Rueff unter recht strengen Bedingungen seine Amtsgeschäfte wieder führen. Er musste allerdings "wöchentlich vor seinem Konvente fasten, sich vor dem Hochaltare der Kirche hinwerfen und dabei die Allerheiligenlitanei beten, außerdem ebenso oft eine hl. Messe zur Vergebung seiner Sünden und eine zweite hl. Messe nach seiner Meinung aufopfern und alle Monate den Psalter beten."
Während seiner Inhaftierung war Matthias Gülger, der Heiligenkreuzer Prior, für das Stift verantwortlich. Bei Rueffs Freilassung ging Gülger nach Rein.
Rueff starb 1599 auf einer Legatus-Reise, die er im Auftrag des Prälatenstandes nach Prag im Prämonstratenserstift Bruck in Mähren durchführen sollte. Er wurde am 14. April in Heiligenkreuz begraben.